# هارويتش (ماساتشوستس)
هارويتش (بالإنجليزية: Harwich, Massachusetts)‏ هي بلدة أمريكية تقع في الولايات المتحدة في مقاطعة بارنستابل. يقدر عدد سكانها بـ 12,243 نسمة ومساحتها 85.8 كم2 وترتفع عن سطح البحر 17 متر.

## المناخ
يظهر الجدول التالي التغييرات المناخية على مدار السنة لهارويتش:
| البيانات المناخية لـهارويتش       | البيانات المناخية لـهارويتش | البيانات المناخية لـهارويتش | البيانات المناخية لـهارويتش | البيانات المناخية لـهارويتش | البيانات المناخية لـهارويتش | البيانات المناخية لـهارويتش | البيانات المناخية لـهارويتش | البيانات المناخية لـهارويتش | البيانات المناخية لـهارويتش | البيانات المناخية لـهارويتش | البيانات المناخية لـهارويتش | البيانات المناخية لـهارويتش | البيانات المناخية لـهارويتش |
| الشهر                             | يناير                       | فبراير                      | مارس                        | أبريل                       | مايو                        | يونيو                       | يوليو                       | أغسطس                       | سبتمبر                      | أكتوبر                      | نوفمبر                      | ديسمبر                      | المعدل السنوي               |
| --------------------------------- | --------------------------- | --------------------------- | --------------------------- | --------------------------- | --------------------------- | --------------------------- | --------------------------- | --------------------------- | --------------------------- | --------------------------- | --------------------------- | --------------------------- | --------------------------- |
| متوسط درجة الحرارة الكبرى °ف (°م) | 37.8 (3.2)                  | 39.1 (3.9)                  | 44.2 (6.8)                  | 52.0 (11.1)                 | 61.3 (16.3)                 | 70.4 (21.3)                 | 76.9 (24.9)                 | 76.4 (24.7)                 | 70.3 (21.3)                 | 60.7 (15.9)                 | 52.6 (11.4)                 | 43.4 (6.3)                  | 57.2 (14.0)                 |
| المتوسط اليومي °ف (°م)            | 30.9 (−0.6)                 | 32.2 (0.1)                  | 37.4 (3.0)                  | 45.3 (7.4)                  | 54.4 (12.4)                 | 63.7 (17.6)                 | 70.2 (21.2)                 | 69.8 (21.0)                 | 63.5 (17.5)                 | 53.7 (12.1)                 | 45.7 (7.6)                  | 36.5 (2.5)                  | 50.4 (10.2)                 |
| متوسط درجة الحرارة الصغرى °ف (°م) | 23.9 (−4.5)                 | 25.2 (−3.8)                 | 30.5 (−0.8)                 | 38.6 (3.7)                  | 47.4 (8.6)                  | 57.1 (13.9)                 | 63.5 (17.5)                 | 63.2 (17.3)                 | 56.6 (13.7)                 | 46.8 (8.2)                  | 38.9 (3.8)                  | 29.6 (−1.3)                 | 43.5 (6.4)                  |
| الهطول إنش (مم)                   | 3.80 (97)                   | 3.51 (89)                   | 4.61 (117)                  | 4.36 (111)                  | 3.49 (89)                   | 3.56 (90)                   | 3.13 (80)                   | 3.49 (89)                   | 3.71 (94)                   | 3.91 (99)                   | 4.09 (104)                  | 4.11 (104)                  | 45.77 (1٬163)               |
| متوسط الرطوبة النسبية (%)         | 71.6                        | 70.0                        | 68.0                        | 71.1                        | 73.5                        | 77.1                        | 79.6                        | 79.6                        | 78.5                        | 75.4                        | 72.0                        | 71.0                        | 74.0                        |
| المصدر: PRISM Climate Group       |                             |                             |                             |                             |                             |                             |                             |                             |                             |                             |                             |                             |                             |

## أعلام
- ميلتون أدولفوس
- نوربرت ديفيس
- ستان بنجامين
- إريك إريكسون
- جوشوا كيج